# Elisabeth Pott
Elisabeth Pott (* 10. Januar 1949 in Bochum) ist eine deutsche Ärztin für Öffentliches Gesundheitswesen und Hochschullehrerin. Sie war von 1985 bis 2015 Direktorin der Bundeszentrale für gesundheitliche Aufklärung BZgA und hatte wesentlichen Anteil an der Entwicklung der öffentlichen Gesundheitsinformationen in Deutschland.

## Werdegang
Elisbeth O. Pott (geborene Otten) studierte von 1967 bis 1974 Medizin an den Universitäten Kiel und Bonn, wo sie 1976 mit einer gerichtsmedizinischen Arbeit zur Dr. med. promoviert wurde. Im selben Jahr erhielt sie die Approbation als Ärztin und 1981 die Anerkennung als Ärztin für Öffentliches Gesundheitswesen. 
Elisabeth Pott war ab 1978 als Referentin im damaligen Bundesministerium für Arbeit und Sozialordnung tätig und ab 1981 als Referatsleiterin im Niedersächsischen Sozialministerium. 
1985 wurde sie zur Direktorin der Bundeszentrale für gesundheitliche Aufklärung berufen. Sie leitete die Behörde bis 2015. 
2007 wurde sie zur Honorarprofessorin an der Medizinischen Hochschule Hannover im Zentrum Öffentliche Gesundheitspflege, Institut für Epidemiologie, Sozialmedizin und Gesundheitsforschung ernannt.
Zwischen 2011 und 2017 leitete sie den Bundesfachausschuss Gesundheit der FDP. Von Juli 2018 bis Februar 2021 war Elisabeth Pott Unparteiisches Mitglied im Gemeinsamen Bundesausschuss.

## Ehrenämter/Mitgliedschaften
- Deutsche Sporthochschule Köln (Mitglied im Hochschulrat, 2013)[5]
- Deutsche AIDS-Stiftung (Vorstandsvorsitzende, 2015)
- Aidshilfe NRW e.V. (Kuratoriumsmitglied, 2018)[6]

## Veröffentlichungen (Auswahl)
- siehe Weblinks

## Ehrungen (Auswahl)
- Salomon-Neumann-Medaille der DGSMP (2015)